# Steffen Lehmker
Steffen Lehmker (* 15. Januar 1989 in Uelzen) ist ein deutscher Behindertensportler.

## Werdegang
Nach dem Abitur studierte er Wirtschaftswissenschaften in Clausthal-Zellerfeld. Da er trotz seiner Behinderung – Plexuslähmung – Leistungssport betreiben wollte, wurde er Mitglied des WSV Clausthal-Zellerfeld. Als Sportdisziplin wählte er den Ski-Langlauf in der Startklasse LW 8 (nordisch) und Biathlon.
Seine Leistungen in den von ihm gewählten und ausgeübten Sportdisziplinen rechtfertigten schon bald seinen Einsatz in internationalen Wettbewerben, so dass er sowohl bei Weltmeisterschaften wie auch bei Paralympischen Spielen im Rahmen der deutschen Nationalmannschaft eingesetzt werden konnte.
Sein erster Einsatz bei einer Weltmeisterschaft erfolgte 2017 als Läufer in der Langlaufstaffel über 4 × 2,5 km mit der Staffel, mit der er den 4. Patz erkämpfte. Bei den nächsten Weltmeisterschaften 2019 war er erneut dabei und errang, diesmal in der 4 × 2,5-km-Mixed-Staffel Langlauf ebenfalls den 4. Platz.
Schon im Jahre davor, 2018, nahm er an den Paralympischen Winterspielen 2018 teil. Hier erreichte er mit der deutschen Mixed-Staffel über 4 × 2,5 km den 3. Platz und errang damit eine Bronzemedaille. Außerdem wurde er Fünfter im Biathlon über 12,5 km.
Für den Gewinn der Bronzemedaille wurde er am 7. Juni 2018 mit dem Silbernen Lorbeerblatt ausgezeichnet.
Nach fast dreijähriger Wettkampfpause ist Steffen Lehmker 2023 wieder in den internationalen Para-Ski-Sport eingestiegen. Bei den Weltmeisterschaften 2023 im schwedischen Östersund gewann er mit der 4 × 2,5-km-Mixed-Staffel die Bronzemedaille.